# Genitoconia rosea
Genitoconia rosea är en blötdjursart som beskrevs av Luitfried von Salvini-Plawen 1967. Genitoconia rosea ingår i släktet Genitoconia och familjen Gymnomeniidae. Inga underarter finns listade i Catalogue of Life.